# ケニー・オルテガ
ケニー・オルテガ（Kenny Ortega, 1950年4月18日 - ）は、アメリカ合衆国の映画監督、振付師、プロデューサー、ディレクター。カリフォルニア州パロ・アルト生まれ。映画及びコンサート、マイケル・ジャクソン THIS IS ITを手掛けた。祖父母はスペイン人である。

## 経歴
1981年公開の映画『ザナドゥ』で振付を担当して有名になる。また1987年のテレビ映画『ダーティー・ダンシング』の振付も担当している。その後、マドンナの『マテリアル・ガール』などのミュージックビデオや、第30回スーパーボウル、第72回アカデミー賞、アトランタオリンピック、ソルトレークシティオリンピックなどの世界的なイベントの振付も担当した。
1993年には、ベット・ミドラー主演のファンタジー映画『ホーカス ポーカス』を監督した。
1995年には邦楽アーティストDREAMS COME TRUEが行った『DREAMS COME TRUE WONDERLAND 1995』に演出家、振付家として参加。
2006年、ミュージカル映画の『ハイスクール・ミュージカル』を監督し、この時の第58回プライムタイム・エミー賞で演出賞（監督賞）を受賞。その後、2009年の『ハイスクール・ミュージカル/ザ・ムービー』も引き続き監督した。
2015年には『ハイスクール・ミュージカル』と同じくディズニー・チャンネル・オリジナル・ムービーである『ディセンダント』の監督兼エグゼクティブプロデューサーを務めた。『ディセンダント』は続編も決定している。

## マイケル・ジャクソンとの関係
マイケル・ジャクソンとは、1992年の『Dangerous World Tour』、1996年の『HIStory World Tour』でディレクターとして一緒に仕事を行なう。『Dangerous World Tour』でのライヴを収録した『Live In Bucharest』のクレジットには彼の名前が登場している。2009年4月から、ジャクソンのコンサート『THIS IS IT』のプロデューサーとなりリハーサルを始める。しかし、6月25日ジャクソンが亡くなり全コンサートが中止となった。その後、このときのリハーサル映像によるドキュメンタリー映画『マイケル・ジャクソン THIS IS IT』の監督となる。
2009年10月、映画『フットルース』のリメイク版『フットルース 夢に向かって』を監督予定だったが降板した。

## フィルモグラフィ

### 映画
| 年   | 題名 | 役割                   | 備考                  |
| ---- | --- | ---------------------- | --------------------- |
| 1993 | ニュージーズ Newsies                                                                                        | 監督                   |                       |
| 1994 | ホーカス ポーカス Hocus Pocus                                                                               | 監督                   |                       |
| 2006 | チーター・ガールズ2 The Cheetah Girls 2                                                                     | 監督                   | テレビ映画            |
| 2006 | ハイスクール・ミュージカル High School Musical                                                              | 監督                   | テレビ映画            |
| 2007 | ハイスクール・ミュージカル2 High School Musical 2                                                           | 監督                   | テレビ映画            |
| 2009 | ハイスクール・ミュージカル/ザ・ムービー High School Musical 3: Senior Year                                  | 監督・製作総指揮・振付 |                       |
| 2009 | マイケル・ジャクソン THIS IS IT Michael Jackson's This Is It                                                | 監督                   | ドキュメンタリー映画  |
| 2015 | ディセンダント Descendants                                                                                  | 監督・製作総指揮       | テレビ映画            |
| 2016 | ロッキー・ホラー・ショー タイムワープ・アゲイン The Rocky Horror Picture Show: Let's Do the Time Warp Again | 監督                   | テレビ映画            |
| 2017 | ディセンダント2 Descendants 2                                                                               | 監督・製作総指揮       | テレビ映画            |
| 2019 | ディセンダント3 Descendants 3                                                                               | 監督・製作総指揮       | テレビ映画            |
| TBA  | Phantom | 監督                   | Disney+オリジナル映画 |

### テレビドラマ
| 年        | 題名                                               | 役割       | 備考                       |
| --------- | -------------------------------------------------- | ---------- | -------------------------- |
| 2002-2007 | ギルモア・ガールズ Gilmore Girls                   | 監督       | シーズン3〜シーズン7を担当 |
| 2012-2013 | バレエ・ガールズ 〜パラダイスへようこそ〜 Bunheads | 監督       |                            |
| 2020      | ジュリー&ザ・ファントムズ Julie and the Phantoms   | 製作総指揮 | Netflixオリジナルドラマ    |

## 参照
1. ↑  Hernández, Lee (2008年10月23日). “Kenny Ortega: The man behind every step of 'High School Musical 3'”. Daily News (New York)
2. ↑  “Kenny Ortega: Biography”. 2009年6月15日閲覧。
3. ↑  “Michael Jackson Gets Ready For Tour”.   news.sky.com (2009年5月12日). 2012年9月9日閲覧。
4. ↑  Footloose Remake Loses Its Director News in Film